# Liana Liberato
Liana Daine Liberato, född 20 augusti 1995 i Galveston, Texas, är en amerikansk skådespelerska. Hon har bland annat spelat rollen som den unga Amanda Collier i filmen The Best of Me och som Annie Cameron i filmen Trust. Hon har också medverkat i thrillerfilmerna Trespass och Erased samt i skräckfilmerna Haunt och The Beach House. Hon har dessutom medverkat i dramafilmen Novitiate från 2017.
År 2023 medverkade Liberato i skräckfilmen Scream VI i rollen som Quinn Bailey. Hon spelade också rollen som Tiffany Clark i Amazon Prime Video-filmen Totally Killer, som hade premiär i oktober samma år.

## Filmografi (i urval)

### Filmer
- 2007 – The Last Sin Eater
- 2010 – Trust
- 2011 – Trespass
- 2012 – Erased
- 2012 – Stuck in Love
- 2013 – Haunt
- 2014 – If I Stay
- 2014 – The Best of Me
- 2016 – Dear Eleanor
- 2017 – Novitiate
- 2017 – To the Bone
- 2017 – 1 Mile to You
- 2019 – The Beach House
- 2023 – Scream VI
- 2023 – Totally Killer

### TV-serier
- 2005 – The Inside (TV-serie)
- 2005 – Cold Case (TV-serie)
- 2005 – CSI: Miami (TV-serie)
- 2008 – House (TV-serie)
- 2008–2009 – Sons of Anarchy (TV-serie)
- 2018–2019 – Light as a Feather (TV-serie)
- 2022 – A Million Little Things (TV-serie)
- 2023 – Based on a True Story (TV-serie)

### Musikvideos
- 2008 – "7 Things" (Miley Cyrus)
- 2018 – "Stranger Things" (Kygo ft. OneRepublic)